# کرایلینگ
کرایلینگ (به آلمانی: Krailling) یک شهر در آلمان است که در بایرن واقع شده‌است.

## خصوصیات
کرایلینگ ۱۶٫۰۰ کیلومترمربع مساحت دارد ۵۴۸ متر بالاتر از سطح دریا واقع شده‌است.